# Neaua
Neaua é uma comuna romena localizada no distrito de Mureș, na região histórica da Transilvânia. A comuna possui uma área de  km² e sua população era de 1456 habitantes segundo o censo de 2007.